# Володинская (Вологодская область)
Володинская — деревня в Тарногском районе Вологодской области.
Входит в состав Тарногского сельского поселения (с 1 января 2006 года по 8 апреля 2009 года входила в Кокшеньгское сельское поселение), с точки зрения административно-территориального деления — в Верхнекокшеньгский сельсовет.
Расстояние до районного центра Тарногского Городка по автодороге — 26 км. Ближайшие населённые пункты — Верхнекокшеньгский Погост, Кузьминская, Шалимовская, Слободинская, Александровская, Дурневская.
По переписи 2002 года население — 37 человек (17 мужчин, 20 женщин). Всё население — русские.